# キャサリン・マッキノン

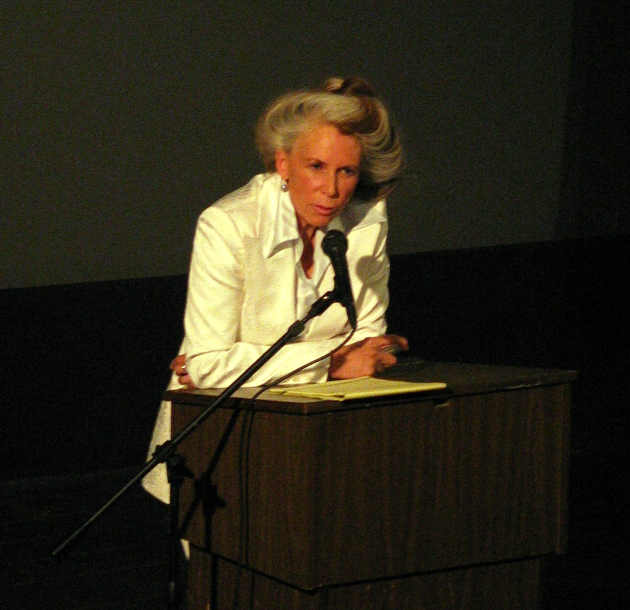
Catharine MacKinnon.

キャサリン・マッキノン（Catharine MacKinnon、1946年10月7日 - ）は、アメリカ合衆国の弁護士、ミシガン大学ロー・スクール教授、反ポルノ活動家、政治運動家。2018年よりハーバード大学ロースクール招聘教授。セクシャルハラスメント問題を扱うだけでなく、反ポルノ、反婚姻制度、表現規制などの政治的な問題に関わっている。

## 人物
キャサリン・マッキノンは、1946年10月7日に、アメリカ合衆国ミネソタ州ミネアポリスに生まれた。父親のジョージ・E・マッキノンは弁護士であり、元下院議員。
イェール大学ロースクールを修了し弁護士資格を取得。1968年にはミス・アメリカのミス・コンテストに直接行動的の抗議活動を強行した。1970年代半ばより、法学者のアンドレア・ドウォーキンらと共に、セクシャルハラスメントという概念を明確化させ、法規制を求める運動を行った。また同時に、女性の人権を侵害し、性犯罪を助長するものだとして、ポルノグラフィに対する法規制を求める運動も行った。1982年には、ミネソタ州ミネアポリス市議会に働きかけ、性差別を扇動する内容のポルノグラフィを禁止する「反ポルノグラフィ公民権条例」の制定を目指した。市長が表現の自由と合衆国憲法、民主主義を守るため拒否権を行使。条例は不成立に終わった。反ポルノの女性活動家らは、目的達成のためには、アメリカの右翼活動家とも手を結ぶ点に特徴が見られた。
弁護士としては、セクシャルハラスメントをめぐる裁判の他に、1986年に米連邦最高裁によって違憲判断が下されたインディアナポリス市の反ポルノグラフィ公民権条例の有効性を訴えた裁判や、ボスニア・ヘルツェゴビナ紛争（1992年～1995年）で集団強姦されたとする5名の女性を原告として、スルプスカ共和国の元大統領であるラドヴァン・カラジッチを訴えた裁判などを手がけた。
1989年よりミシガン大学で教壇に立ち、のちミシガン大学ロー・スクール教授。
2016年頃から米国で本格化した #MeToo運動は法の不備を埋める試みとして高く評価した。2018年よりハーバード大学ロースクール招聘教授。

## 著書
- Sexual Harassment of Working Women: A Case of Sex Discrimination, (Yale University Press, 1979). 村山淳彦・志田昇 訳『セクシャル・ハラスメント・オブ・ワーキング・ウィメン』（こうち書房, 1999）

- Feminism Unmodified: Discourses on Life and Law,  (Harvard University Press, 1987)奥田暁子・鈴木みどり・加藤春恵子・山崎 美佳子 訳『フェミニズムと表現の自由』（明石書店, 1993）

- Only Words, (Harvard University Press, 1993).　柿木和代 訳『ポルノグラフィー　「平等権」と「表現の自由」の間で』（明石書店, 1995）
- Toward a feminist theory of the state (Harvard UP, 1989)
- Sex Equality. Family Law (Foundation Press, 2001)
- Women's Lives, Men's Laws (Harvard UP, 2005)
- Are Women Human? : and other international dialogues (Harvard UP, 2006)
- Butterfly Politics (Harvard UP, 2017)

### 共著・関連
- Directions in sexual harassment Law, ed. by Catharine A. MacKinnon and Reva B. Siegel (Yale UP, 2004)
- In Harm's Way: The Pornography Civil Rights Hearings, (Harvard University Press, 1997).中里見博・森田成也 訳『ポルノグラフィと性差別』（アンドレア・ドウォーキンとの共著, 青木書店, 2002）

- On Human Rights Oxford Amnesty Lectures co-edited with Stephen Shute and Susan Hurley, (HarperCollins, 1993).中島吉弘・松田まゆみ 編訳『人権について　オックスフォード・アムネスティ・レクチャーズ』（みすず書房, 1998）
- 『キャサリン・マッキノンと語る』ポルノ・買春問題研究会編（不磨書房、2003）ISBN 978-4797290646

## リンク
- ミシガン大学ロースクール公式プロフィール
- ハーバード大学ロースクール公式プロフィール
- 『ニューヨーク・タイムズ』特集記事 ("The Return of the Sex Wars," The New York Times, Sept. 10, 2015)
- 米PBS放送に出演したさいの発言全文（"A Conversation With Catherine MacKinnon", PBS, 1995)